# Jésus de Montréal
Jésus de Montréal és una pel·lícula dramàtica francocanadenca de 1989 escrita i dirigida per Denys Arcand i protagonitzada per Lothaire Bluteau, Catherine Wilkening i Johanne-Marie Tremblay. La pel·lícula explica la història d'un grup d'actors de Mont-real que representen una obra de la Passió en una església del Quebec (la pel·lícula utilitza els terrenys de l'oratori de Saint Joseph al Mont Royal), combinant creences religioses amb teories poc convencionals sobre un Jesús històric. A mesura que l'església es torna contra l'actor principal i autor de l'obra, la seva vida reflecteix cada cop més la història de Jesús, i la pel·lícula adapta nombroses històries del Nou Testament.
La pel·lícula va ser aclamada per la crítica i va guanyar nombrosos premis, com ara el premi Genie a la millor pel·lícula i el premi del jurat al Festival de Cannes de 1989. La pel·lícula també va ser nominada a l'Oscar a la millor pel·lícula en llengua estrangera. Els crítics del Festival Internacional de Cinema de Toronto han considerat la pel·lícula com una de les 10 millors pel·lícules canadenques de tots els temps.

## Argument
A Mont-real, un actor desconegut anomenat Daniel és contractat per un lloc de pelegrinatge catòlic romà ("le sanctuaire") per presentar una obra de teatre de la Passió als seus jardins. El mossèn, el pare Leclerc, li demana que "modernitzi" l'obra clàssica que ha estat utilitzant l'església, que considera esterotipada. Malgrat treballar amb material que altres consideren tòpic, Daniel s'inspira i porta a terme una investigació acadèmica intensiva, consultant arqueologia per comprovar la historicitat de Jesús i aprofitant la suposada informació sobre Jesús al Talmud, utilitzant el nom del Talmud Yeshua Ben Pantera per a Jesús, a qui ell encarna. També inclou arguments que el pare biològic de Jesús era un soldat romà que va abandonar Palestina poc després d'haver deixat embarassada a Maria soltera. Reuneix el seu repartiment, trobat amb orígens insignificants i de mala reputació, i s'instal·la amb dues d'elles, la Constance i la Mireille.
Quan es representa l'obra, rep excel·lents ressenyes de la crítica, però el pare Leclerc la considera poc convencional i controvertida, i allunya amb ira de Daniel. La vida d'en Daniel es complica encara més quan assisteix a una de les audicions de la Mireille. Se li diu a la Mireille que es tregui la part superior, provocant un esclat de Daniel en el qual danya llums i càmeres, la qual cosa fa que s'enfronti a càrrecs criminals. Quan les autoritats superiors de l'Església Catòlica Romana s'oposen fermament a la seva interpretació bíblica i la seguretat atura per la força una actuació, el públic i els actors s'oposen i ell resulta ferit en un accident posterior.
Daniel és traslladat primer en ambulància a un hospital catòlic on se'l desatén. Se'n va i s'ensorra a una plataforma del metro de Mont-real. La mateixa ambulància el porta a l'Hospital General Jueu. Malgrat els esforços immediats, hàbils i enèrgics dels metges i les infermeres, es declara mort cerebral. El seu metge demana el consentiment dels seus amics, ja que no té familiars coneguts, per agafar els seus òrgans per donar-los. El seu metge afirma que l'haurien pogut salvar si se'l haguessin portat mitja hora abans. Després de la seva mort, els seus ulls i el cor s'utilitzen per restaurar la salut d'altres pacients.
Arran de la seva mort, els amics de Daniel creen una companyia de teatre per continuar la seva feina.

## Repartiment
| Actor                  | Personatge      | Anàleg bíblic             |
| ---------------------- | --------------- | ------------------------- |
| Lothaire Bluteau       | Daniel          | Jesús                     |
| Catherine Wilkening    | Mireille        | Maria Magdalena           |
| Johanne-Marie Tremblay | Constança       | Maria, mare de Jesús      |
| Rémy Girard            | Martín          | Sant Pere                 |
| Robert Lepage          | René            | Apòstol                   |
| Gilles Pelletier       | Pare Leclerc    | Judes Iscariot (possible) |
| Roy Dupuis             | Marcel Brochu   | N/D                       |
| Yves Jacques           | Ricard Cardenal | Satanàs                   |
| Cédric Noël            | Pascal Berger   | Joan Baptista             |
| Denys Arcand           | El jutge        | Ponç Pilat                |

## Al·legoria

Crist conduint els cambiadors del temple per El Greco, una escena bíblica representada en el simbolisme de Jésus de Montréal.

Els autors han escrit que Jésús de Montréal té «nombrosos paral·lelismes» amb el Nou Testament, i «és tan carregat de tota mena d'allusions fascinants» entre el Quebec modern i els Evangelis. Daniel és conegut principalment pel públic per "oïda", i es diu que va viatjar a l'Índia i el Tibet, reflectint "llegendes extrabíbliques" sobre Jesús. La història comença quan Daniel es converteix en mestre per als seus actors, com ho va ser Jesús amb els seus deixebles. Un altre actor anomenat Pascal Berger, interpretat per Cédric Noël, lloa Daniel mentre Joan Baptista saluda Jesús. Pascal "perd el cap" quan un anunciant utilitza la seva foto per vendre perfum, tal com va ser decapitat Joan Baptista.
L'esclat de Daniel a l'escena de l'audició evoca l'expulsió dels mercaders del temple. En el cas penal posterior, Daniel té un jutge semblant a Ponç Pilat interpretat per Arcand, i coneix un advocat interpretat per Yves Jacques que, mirant la ciutat des d'un gratacel, ofereix a Daniel beneficis i fama, dient-li "La ciutat és teva", que és una referència a la temptació de Crist. Després d'haver estat ferit, Daniel és portat a l'Hospital General Jueu. Arcand va dir que es tracta d'un paral·lelisme deliberat amb que Jesús era un jueu "rebutjat pel seu propi poble", però Arcand va descriure l'hospital com a eficient i millor organitzat que altres hospitals de Mont-real perquè sentia que això era precís. L'estudiós Jeremy Cohen va vincular la declaració del metge jueu "el vam perdre" a la idea del deicidi jueu. Al final, els òrgans de Daniel són donats als pacients, equivalent a la Resurrecció de Jesús. Els "deixebles" de Daniel també continuen el seu treball després de la seva mort, dirigits per Martin, interpretat per Rémy Girard, que és un anàleg de Sant Pere.

## Producció

### Desenvolupament

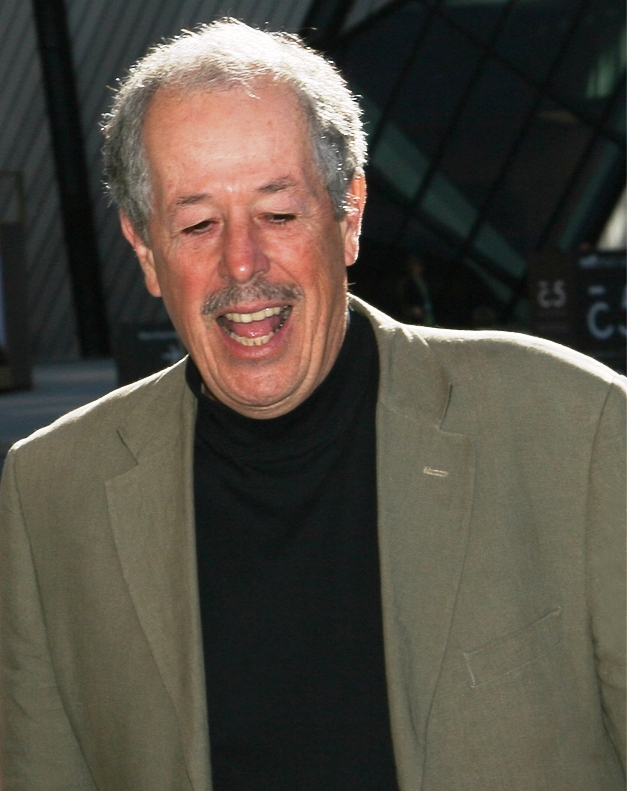
El director Denys Arcand va concebre la història per a Jésus de Montréal després de conèixer un actor que interpretava a Jesús i va escriure el guió.

La idea de la pel·lícula va sorgir al director Denys Arcand després que un actor demanés disculpes per aparèixer amb barba en una audició en un conservatori de Montreal, dient "Ho sento, sóc Jesús". L'actor va explicar que va tenir el paper de Jesús en una obra de la passió a l'Oratori de Sant Josep. Arcand va anar a veure l'obra i recorda: "Vaig veure actors en una producció mediocre que va rebre els aplaudiments a crits dels turistes. Vaig decidir que havia de fer una pel·lícula." L'actor també va parlar amb Arcand de les dificultats que ell i els seus amics tenien en la professió d'actor, fent papers indesitjables en anuncis de televisió i pel·lícules pornogràfiques.
Com a catòlic no practicant i autoproclamat ateu, Arcand no es va imaginar Jésus de Montréal com una pel·lícula religiosa, i va afegir: "A la meva pel·lícula, la història de la Passió és una metàfora d'un artista i les seves lluites i temptacions". Va passar un any el 1987 escrivint el guió. La pel·lícula es va fer amb un pressupost de 4,2 milions de dòlars, amb Arcand dient que va rebre un "xec en blanc" després del seu èxit amb Le Déclin de l'empire américain (1986). Aquest pressupost era inusualment gran per a una pel·lícula del Quebec.

### Càsting
Arcand va veure l'actriu Johanne-Marie Tremblay a À corps perdu (1988) i la va escollir com a Constance, una de les actrius de Daniel que el porta a viure amb ella. Va repetir el seu paper de Constance a les pel·lícules posteriors d'Arcand Les Invasions barbares (2003) i L'Âge des ténèbres (2007).
Robert Lepage, que va interpretar a René, un dels "deixebles" de Daniel, era un dramaturg i va dir que, a part de les pel·lícules de televisió i d'estudiants, Jésus de Montréal va ser el seu primer paper d'actuació important. Va dir que el guió era complet i detallat, deixant menys marge per a la improvisació del que esperava.

### Rodatge

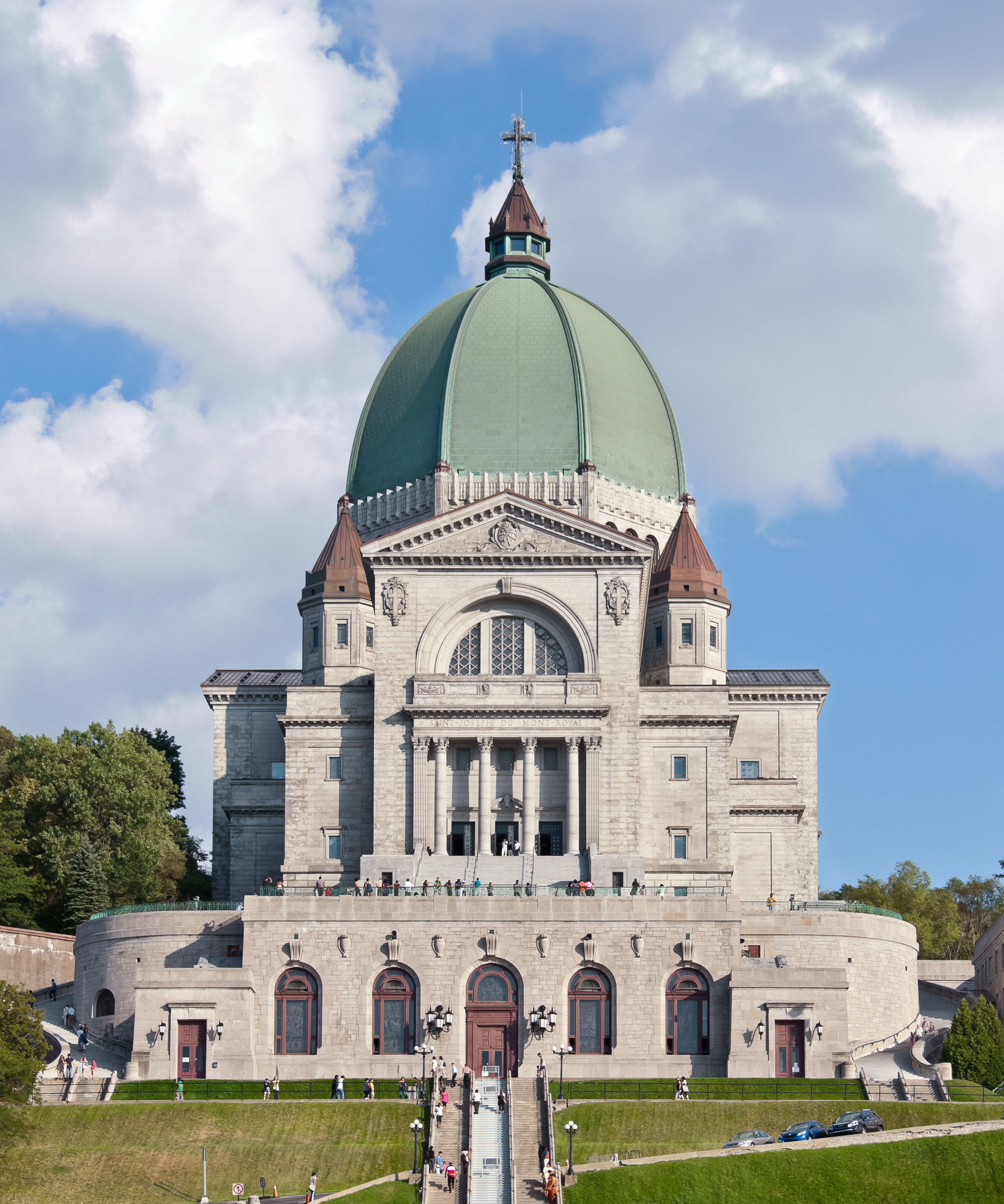
L'Oratori de Sant Josep no va concedir permís perquè la pel·lícula es rodés a l'interior, tot i que una part de la pel·lícula es va rodar a prop.

La pel·lícula es va rodar amb càmeres mòbils a Mont-real, que té moltes esglésies en el seu skyline i ha estat "un centre del catolicisme des dels seus inicis". Arcand va declarar que sovint filmava Montreal des de la distància o des de l'aire per representar Déu mirant la ciutat.
Va afirmar que, mentre que les esglésies canadenques franceses de Mont-real van denegar el permís per rodar dins dels seus edificis, una església catòlica en anglès va permetre a la tripulació utilitzar el seu espai. Va dir que això era perquè, tot i que els membres de l'església van demanar veure el guió, no sabien llegir francès i necessitaven diners del lloguer. Algunes escenes van ser rodades prop de l'oratori de Sant Josep. Es va requerir una quantitat substancial de sang teatral per a les escenes de l'obra de la Passió.

## Recepció

### Taquilla
Al Canadà, va guanyar el premi Golden Reel, que indica el rendiment de taquilla més alt de qualsevol pel·lícula canadenca aquell any amb un import brut de 2,53 milions de dòlars canadencs al Canadà. Va tenir uns 3 milions de dòlars bruts. Al Canadà anglès, va ser una de les tres pel·lícules canadenques que van recaptar més de 500.000 dòlars entre 1987 i 1990, juntament amb Black Robe i Inseparables amb un import brut de 747.000 dòlars canadencs.
Jésus de Mont-real no va gaudir del grau d'èxit a França de l'anterior pel·lícula d'Arcand Le Déclin de l'empire américain (1986), atraient una audiència de 187.827 persones, la vuitena més alta per a una pel·lícula del Quebec fins ara. En general, la pel·lícula no va complir amb les expectatives en atreure el públic en països amb poblacions predominantment catòlica romana, amb Arcand afirmant que l'ús del nom de Jesús al títol va fer que el tema semblés un tòpic. Als Estats Units, Stephen J. Nichols s'hi va referir com a "poc popular" i va dir que era The Last Tempation of Christ de Martin Scorsese "per dominar la dècada de 1980" en representacions dramàtiques de Jesús.

### Recepció crítica

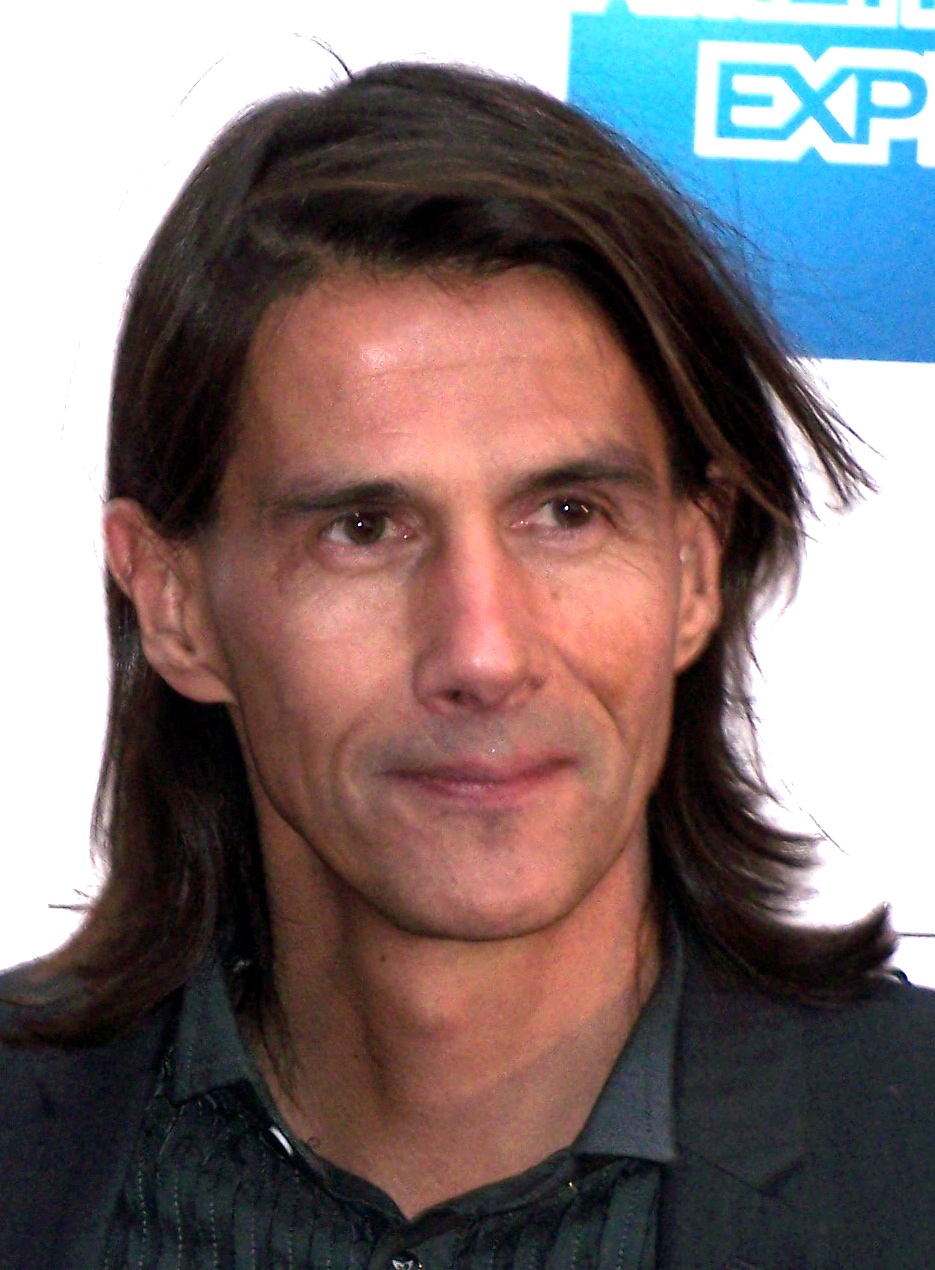
Lothaire Bluteau va rebre crítiques positives per la seva actuació a la pel·lícula i va guanyar el premi Genie al millor actor.

Jésus de Montréal va gaudir de crítiques positives, amb un 79% d'aprovació a Rotten Tomatoes. Roger Ebert va donar a la pel·lícula tres estrelles i mitja, anomenant Arcand "el millor de la nova generació de cineastes del Quebec" i dient "És interessant la manera com Arcand fa que aquest treball com a teologia i drama alhora", i va afegir que Lothaire Bluteau és perfecte pel paper. Caryn James de The New York Times va qualificar la pel·lícula d'"intel·ligent" i "audaç", sobretot elogiant la primera meitat. Peter Travers de Rolling Stone va escriure "Arcand ha exposat un món que no pot reconèixer la seva pròpia hipocresia ni escoltar una veu al desert". Jonathan Rosenbaum la va considerar "de visió obligada". David Denby de Nova York, tanmateix, va sentir que Jésus de Montréal estava "engreixada des del principi", però la pel·lícula no era avorrida gràcies a la "teatralitat i habilitat d'Arcand". Entertainment Weekly va donar a la pel·lícula una C−, qüestionant la controvèrsia representada a la pel·lícula, dient: "El Canadà, en els últims 20 anys, no ha vist mai una sola companyia de gira de Jesucrist, Superstar?" i afirmant que la pel·lícula "vola entre la petulància i l'ersatz místic". Hal Hinson de The Washington Post va dir que les escenes on Daniel recull els seus actors són la millor part de la pel·lícula, però la resta està desfasada. Pel que fa a la resposta religiosa, Jésus de Montréal es va trobar amb una "calma morta" en el seu llançament, en contrast amb la més controvertida The Last Temptation of Christ de Scorsese.
Els crítics del Festival Internacional de Cinema de Toronto va classificar la pel·lícula en segon lloc a les 10 millors pel·lícules canadenques de tots els temps el 1993 i el 2004 i quart el 2015. L'any 2003, Rob Mackie de The Guardian va qualificar la pel·lícula de "provocadora de reflexió i perversament divertida" i va dir: "Lothaire Bluteau, fa un focus carismàtic la interpretació del qual dona sentit a tot". El 2010, el crític britànic Mark Kermode va nomenar Bluteau com una de les "10 millors cares de la pantalla de Jesús", titllant-lo d'"hipnotitzant" i elogiant la pel·lícula com una "autèntica obra mestra" i un "autèntic miracle cinematogràfic". El 2014, Marc-Andre Lussier de La Presse de Mont-real va qualificar la pel·lícula d'excel·lent. E! Online la va nomenar la tercera millor pel·lícula "inspirada en Jesús", qualificant-la de "bella" i "inventiva".

### Premis
Jésus de Montréal va guanyar el Premi del Jurat Ecumènic al Festival de Cannes de 1989 i va arrasar amb l' 11è Premi Genie, guanyant 12 premis, incloent Millor pel·lícula, Millor director per Arcand i el Golden Reel Award. També va ser nominada a l'Oscar a la millor pel·lícula en llengua estrangera.
| Premi                                       | Data de la cerimònia     | Categoria                                     | Destinataris                                                 | Resultat  | Ref(s) |
| ------------------------------------------- | ------------------------ | --------------------------------------------- | ------------------------------------------------------------ | --------- | ------ |
| Oscar                                       | 26 de març de 1990       | Millor pel·lícula en llengua estrangera       | Denys Arcand                                                 | Nominat   | [ 57 ] |
| Premis BAFTA                                | 17 de març de 1991       | Pel·lícula en llengua no anglesa              | Denys Arcand                                                 | Nominat   | [ 58 ] |
| Festival de Cinema de Cannes                | 11-23 de maig de 1989    | Premi del Jurat                               | Denys Arcand                                                 | Guanyador | [ 55 ] |
| Festival de Cinema de Cannes                | 11-23 de maig de 1989    | Premi del Jurat Ecumènic                      | Denys Arcand                                                 | Guanyador | [ 55 ] |
| Premis Genie                                | 20 de març de 1990       | Millor pel·lícula                             | Roger Frappier i Pierre Gendron                              | Guanyador | [ 59 ] |
| Premis Genie                                | 20 de març de 1990       | Millor Direcció                               | Denys Arcand                                                 | Guanyador | [ 59 ] |
| Premis Genie                                | 20 de març de 1990       | Millor actor                                  | Lothaire Bluteau                                             | Guanyador | [ 59 ] |
| Premis Genie                                | 20 de març de 1990       | Millor actriu                                 | Catherine Wilkening                                          | Nominat   | [ 59 ] |
| Premis Genie                                | 20 de març de 1990       | Millor actor secundari                        | Rémy Girard                                                  | Guanyador | [ 59 ] |
| Premis Genie                                | 20 de març de 1990       | Millor actor secundari                        | Gilles Pelletier                                             | Nominat   | [ 59 ] |
| Premis Genie                                | 20 de març de 1990       | Millor actriu secundària                      | Paulina Martín                                               | Nominat   | [ 59 ] |
| Premis Genie                                | 20 de març de 1990       | Millor actriu secundària                      | Johanne-Marie Tremblay                                       | Nominat   | [ 59 ] |
| Premis Genie                                | 20 de març de 1990       | Millor guió original                          | Denys Arcand                                                 | Guanyador | [ 59 ] |
| Premis Genie                                | 20 de març de 1990       | Millor Direcció d'Art                         | François Séguin                                              | Guanyador | [ 59 ] |
| Premis Genie                                | 20 de març de 1990       | Millor Fotografia                             | Guy Dufaux                                                   | Guanyador | [ 59 ] |
| Premis Genie                                | 20 de març de 1990       | Millor disseny de vestuari                    | Louise Jobin                                                 | Guanyador | [ 59 ] |
| Premis Genie                                | 20 de març de 1990       | Millor Edició                                 | Isabelle Dedieu                                              | Guanyador | [ 59 ] |
| Premis Genie                                | 20 de març de 1990       | Millor so                                     | Patrick Rousseau, Adrian Croll, Hans Peter Strobl i Jo Caron | Guanyador | [ 59 ] |
| Premis Genie                                | 20 de març de 1990       | Millor edició de so                           | Marcel Pothier, Laurent Lévy, Antoine Morin i Diane Boucher  | Guanyador | [ 59 ] |
| Premis Genie                                | 20 de març de 1990       | Millor banda sonora original                  | Yves Laferrière                                              | Guanyador | [ 59 ] |
| Premis Genie                                | 20 de març de 1990       | Premi Carret d'Or                             | Denys Arcand                                                 | Guanyador | [ 59 ] |
| Premis Globus d'Or                          | 20 de gener de 1990      | Millor pel·lícula en llengua estrangera       | Denys Arcand                                                 | Nominat   | [ 60 ] |
| Junta Nacional de Revisió                   | 16 de desembre de 1990   | Les millors pel·lícules en llengua estrangera | Denys Arcand                                                 | Guanyador | [ 61 ] |
| Festival Internacional de Cinema de Seattle | 1990                     | Millor pel·lícula                             | Denys Arcand                                                 | Runner-up | [ 62 ] |
| Festival Internacional de Cinema de Seattle | 1990                     | Millor director                               | Denys Arcand                                                 | Guanyador | [ 62 ] |
| Festival Internacional de Cinema de Toronto | 7-16 de setembre de 1989 | Premi Internacional de la Crítica             | Denys Arcand                                                 | Guanyador | [ 63 ] |